# Miwoks del llac

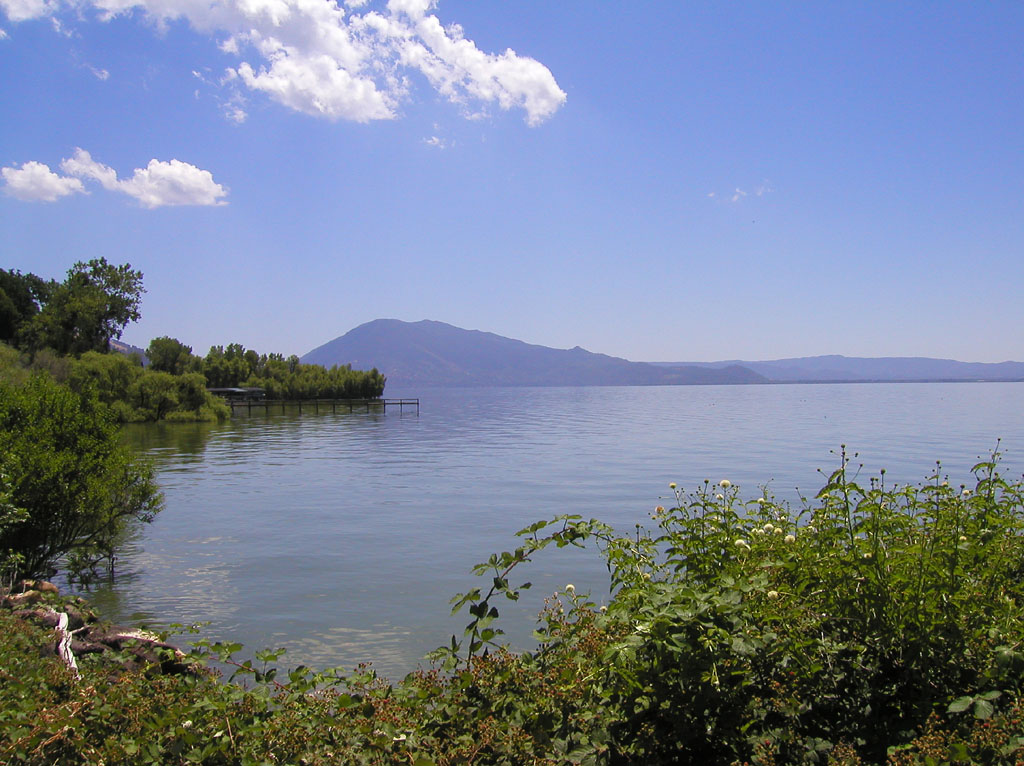
El llac Clear, Califòrnia

Els miwoks del llac són una branca dels miwok, un poble d'amerindis dels Estats Units del Nord de Califòrnia. Viuen als voltants del llac Clear en l'actual comtat de Lake.

## Població
En 1770 hi havia uns 400-500 miwoks del llac. En 1848 s'estimava una població de 200, en 1850 va caure a 100. En 1880 i 1920 s'estimaven uns 20.

## Cultura
Els miwok del llac parlen la seva pròpia llengua, el miwok del llac, de la família de les llengües utianes. Eren una societat caçadora-recol·lectora i vivien en petites bandes sense autoritat política centralitzada. Eren hàbils cistellers

### Religió
El la visió del món original dels miwok del llac incloïa el xamanisme, una forma que aquesta va prendre era la religió kuksu que es va fer evident en el centre i el nord de Califòrnia, i que va incloure elaborades actuacions i danses cerimonials amb vestit tradicional, una cerimònia duel anual cerimònia, ritus de pas de la pubertat, intervenció xamànica en el món dels esperits i una societat totalment masculina que trobava en cambres subterrànies de dansa. El kuksu va ser compartit amb altres grups ètnics amarindis del centre de Califòrnia, com els pomos, maidus, ohlone, esselen, i els més septentrionals yokuts. Tanmateix, Kroeber va observar menys "cosmogonia especialitzada" en els miwok, que va qualificar d'un dels "grups meridionals de dansa kuksu" en comparació amb el maidu i altres tribus del nord de Califòrnia.

### Narrativa tradicional
El registre de mites, llegendes, contes i històries dels miwok de les planes i sierra és un dels més extensos en l'estat. Aquests grups participen en el patró cultural general de la Califòrnia Central.

#### Mitologia
La mitologia miwok és similar a les dels altres amerindis del nord i centre de Califòrnia. Els miwok de la sierra i de la planura creien en esperits humans i animals, i veien els esperits animals com a llurs avantpassats. El coiot és vist com el seu ancestre i com a deïtat creadora.

## Viles autèntiques
Les viles autentificades dels miwoks del llac són:
- Vora l'actual Lower Lake: Kado'(?)'-yomi-pukut (a Cookman Ranch), Tu'bud or Tu'bul (a Asbill junt a Lower Lake), Tule'-yomi.
- Near present-day Middletown: Laka'h-yomi (a Weldon's ranch), La'lmak-pukut (nord).
- A Pope Valley: Kai-yomi-pukut, TsBk-yomi-pukut o ShOkomi.
- A Coyote Valley:" Kala'u-yomi, Kilinyo-ke (a Eaton Ranch), Ki'tsin-pukut (a Gamble), Ole'-yomi (a Berry place), Sha'lshal-pukut (a Ashbill), Shandk-yomi-pukut (a Asbill).
- A Jerusalem Valley: Wodi'daitepi.
- A la conca nord del llac Clear Lake: Kawi-yomi, (potser originàriament pomo), Tsitsa-pukut.
- Altres viles: Tumi'stumis-pukut, 'Tsu'keliwa-pukut, Wi'lok-yomi (podria haver estat wappo), Yawl'-yomi-pukut.

## Història
Els miwoks del llac eren veïns dels pomo, miwoks de la costa i wappos. Un percentatge dels miwoks del llac foren atrets cap al 1800-1840 cap a les missions espanyoles, juntament amb els seus veïns de miwok de la costa, en particular a la Missió San Francisco Solano de Sonoma un cop que va ser construïda. "Els registres de la missió mostren 21 registres de baptisme de "tuyeome i oleyome indicant penetració definida (missió) per 1835 pel que fa a les ribes del llac Clear, però no indica la conversió total en aquesta regió."
Els natius de llac Clear patiren tremendes pèrdues de vides i van ser pràcticament delmats durant l'epidèmia regional de verola de 1837 que va venir de Fort Ross.